# Vikinglotto
Vikinglotto är ett lotterispel hos spelbolaget Svenska spel. Spelet är samarbete mellan nordiska och baltiska spelbolag och lanserades den 17 mars 1993. 
Spelet finns i nio länder, Sverige, Danmark, Norge, Finland, Island, Estland, Lettland, Litauen, Slovenien och Belgien. Den första (6+1 rätt) och andra (6 rätt) vinstgruppen är gemensam för alla deltagande länder, medan de resterande är nationella.
I Sverige är radpriset 10 kr och för att få högsta vinsten ska spelaren pricka in sex av 48 nummer samt ett av fem tilläggsnummer, kallade vikingnummer. Alla rätt ger en vinst på minst 3 miljoner Euro.
Dragning av Vikinglotto sker på onsdagar och utförs av det norska spelbolaget Norsk Tipping.
Vikinglotto kan spelas med tilläggsspelet Joker, vars dragning sker i samband med lottodragningen på onsdagar.

## Vinstchans
Sannolikheten att vinna högsta vinsten på Vikinglotto (6+1 rätt) är 1: 61 357 560 per spelad rad.
| Antal rätt | Vinstchans     |
| ---------- | -------------- |
| 6+1        | 1 : 61 357 560 |
| 6          | 1 : 15 339 390 |
| 5          | 1 : 48 696     |
| 4          | 1 : 950        |
| 3          | 1 : 53         |

## Jackpot och vinster
Jackpoten för den första vinstgruppen börjar på 3 miljoner Euro och växer varje vecka om ingen spelare får alla rätt. Jackpoten för första vinstgruppen går upp 25 miljoner Euro och spiller sedan över till nästa vinstgrupp.
Sedan vinstplanen för Vikinglotto gjordes om den 18 maj 2017, har följande jackpotvinster (6+1 rätt) hittills delats ut:
| Vinstrank | Belopp (SEK) | Land    | Datum            |
| --------- | ------------ | ------- | ---------------- |
| 5         | 72 490 210   | Danmark | 14 juni 2017     |
| 1         | 347 973 500  | Norge   | 15 november 2017 |
| 4         | 103 852 848  | Norge   | 20 december 2017 |
| 2         | 341 888 957  | Norge   | 11 april 2018    |
| 3         | 219 189 429  | Norge   | 27 juni 2018     |